# Айде Сантамария
Айде Сантамария Куадрадо (испански: Haydée Santamaría Cuadrado) е кубинска революционерка и политичка, смятана за героиня в следреволюционна Куба. Тя участва в нападението над казармите Монкада в Сантяго де Куба на 26 юли 1953, действие, за което е затворена заедно с Мелба Ернандес. Тя е сред основателите на Централния комитет на Кубинската комунистическа партия и е една от първите жени, които се присъединяват към ККП. През целия си живот тя запазва висока позиция в ръководството му. Участвала в нападението над казармите Монкада, Айде Сантамария е сред относително малкия кръг хора, които участват във всички етапи на Кубинската революция – от нейното зараждане до нейното осъществяване.

## Ранен живот
Айде Сантамария е родена на 30 декември 1922 г. в Енкрусихада, Куба, в захарната рафинерия „Констансия“, в семейство на испански имигранти – Хоакина Куадрадо и Абел Бениньо Сантамария. Най-голяма от петте деца, тя и нейните братя и сестри – Аида, Абел, Алдо и Ада – са отгледани в дребнобуржоазно семейство, което емигрира от Галисия, Испания, в Куба, в областта, известна тогава като провинция Лас Вийяс. Тя посещава училище само до шести клас, което не е необичайно заради бедността и обичаите, свързани с пола; въпреки това тя повтаря шести клас 3-4 пъти, преди да напусне училище, показвайки интерес към четенето и ученето. В училище тя се запознава с важни писатели, сред които и Хосе Марти – значима фигура в кубинската литература и национален символ на независимостта.
След като се опитва да стане медицинска сестра и за кратко работи като учителка, Айде Сантамария успява да остави зад себе си ограниченията на своето консервативно семейство, присъединявайки се към брат си Абел Сантамария в Хавана, Куба, в началото на 50-те години. Именно в Хавана тя започва да се запознава с другарите на Абел, сред които е и Фидел Кастро. Айде Сантамария и Мелба Ернандес са единствените две жени, които пряко участват в нападението над казармите Монкада на 26 юли 1953 г. Ролите ѝ по време на, преди и след 26 юли 1953 г. включват придобиване и транспортиране на оръжия, участие в организацията на революционната група на Движението 26 юли, както и подпомагане на организирането на градското въстание на 30 ноември 1956 г. в Сантяго де Куба заедно с Франк Паис и Селия Санчес.

## Революционна и следреволюционна дейност
По време на лищаването ѝ от свобода след нападението над казармите Монкада, надзирателите, според сведения, ѝ донасят кървящото око на брат ѝ Абел Сантамария и заплашват да изтръгнат и другото. Те също така ѝ носят обезобразения тестис на годеника ѝ по това време, Борис Луис Санта Колома. Нейният отговор е: „Ако сте направили това с тях и те не са говорили, още по-малко ще говоря аз.“ И Абел, и Борис загиват след нападението над казармите Монкада. След освобождаването си тя помага за основаването на Движението 26 юли, като се присъединява към партизанските сили, ръководени от Фидел Кастро и Че Гевара, в планините Сиера Маестра. Сантамария пребивава в Маями, Флорида, за планирането на действията на Движението 26 юли. Речта „Историята ще ме оправдае“ е превърната в писмен манифест от Фидел Кастро, който използва лимонов сок, за да пише между редовете на писма по време на затвора си след нападението над казармите Монкада. Манифестът е разпространен от Айде Сантамария и Мелба Ернандес след освобождаването им от затвора. Те поемат отговорността за пренасянето на речта на части, събиране на средства за нейното отпечатване и разпространение на десет хиляди копия из Куба с помощта на Наталия Ревуелта и Лидия Кастро, създавайки митичната репутация и де факто лидерството на Фидел Кастро. На 4 септември 1958 Фидел Кастро основава батальона „Мариана Грахалес“, изцяло женско подразделение на бунтовническата армия, както и личната охрана на Фидел Кастро. Айде Сантамария е член на „Марианите“ по време на войната, като се сражава в планините на Сиера Маестра.
След Кубинската революция през 1959 г. Айде Сантамария основава културния институт „Каса де лас Америкас“ и остава негова директорка в продължение на две десетилетия. Това е смел институт, който дава глас на творбите на латиноамерикански дисиденти и продължава да съществува и днес. Освен литература, институцията представя иновативна музика, живопис и театър на кубинския народ. Уникалната роля на Айде Сантамария в „Каса де лас Америкас“ ѝ позволява да практикува интернационализъм въпреки ембаргото на Съединените щати срещу Куба, създавайки пространство за артисти и интелектуалци от цял свят да се срещат и сътрудничат в Куба. Нейната подкрепа за изкуството и отдадеността ѝ на духа на революцията ѝ помагат да изгради множество близки отношения с различни артисти. С подкрепата на Сантамария и благодарение на изложбите в „Каса де лас Америкас“, Силвио Родригес успява да започне движението „Нуева Трова“ („Нова песен“) в следреволюционна Куба. В едно по-ранно писмо, написано от Ернесто „Че“ Гевара до Айде Сантамария, той загатва за нейните културни постижения и след това си припомня конкретен инцидент в планините на Сиера Маестра: „Виждам, че си се превърнала в литераторка с дарба за съзидание, но ще призная, че най-много ми харесваше онази вечер на Нова година, с всички бушони изгорели и стреляща с оръдия от всички страни.“ Отдадеността ѝ на културното развитие на Куба ѝ позволява да се среща с много нови и интересни личности, но до края на живота си тя е преследвана от трагичните загуби на своите близки.

## Личен живот и смърт
Депресията е била характерна за семейството ѝ и силно я засяга до края на живота ѝ. Често прекарва дни в леглото по време на депресивни епизоди. Впоследствие се омъжва за Армандо Харт и има две деца с него – кубинската писателка Селия Харт и брат ѝ Абел Харт. Освен това те приютяват много деца и управляват свой вид сиропиталище. След две десетилетия брак Армандо и Айде се разделят.
Айде Сантамария слага край на живота си на 57-годишна възраст в дома, който споделя с децата си, на 28 юли 1980 г., два дни след 27-ата годишнина от нападението над казармите Монкада. Фактът за нейното самоубийство е проблематичен в Куба и, както някои спекулират, това е причината тя да не бъде оплакана на Площада на революцията, а да получи погребение като обикновен гражданин в Хавана. Смъртта ѝ настъпва шест месеца след смъртта на нейната близка приятелка Селия Санчес от рак на белите дробове и няколко месеца след автомобилна катастрофа, която я оставя с хронична болка. Събитията на Кубинската революция оставят незаличима следа в нея, като причиняват загубата на много от хората, към които е била близка, и в крайна сметка допринасят за продължителната депресия, от която тя страда през целия си живот.
В писмо, публикувано от „Каса де лас Америкас“ през 1968, тя пише на Че Гевара след смъртта му: „Преди четиринадесет години видях как умират най-силно обичаните от мен хора – мисля, че вече живях твърде много. Слънцето не е толкова красиво, не изпитвам удоволствие да гледам палмите. Понякога, като сега, въпреки че толкова обичам живота и знам, че си струва да отваряш очи всяка сутрин, дори само заради тези две неща, имам желание да ги държа затворени – като теб.“